# Commission internationale du génie rural
La Commission internationale du génie rural (CIGR) fondée en 1930 à Liège, en Belgique, est la plus grande et plus haute institution internationale dans le domaine. Ses membres comptent l'American Society of Agricultural and Biological Engineers (ASABE), l'Asian Association for Agricultural Engineering (AAAE), l'European Society of Agricultural Engineers (EurAgEng), la Latin American and Caribbean Association of Agricultural Engineering (ALIA), la South and East African Society of Agricultural Engineering (SEASAE), l'Euro Asian Association of Agricultural Engineers (EAAAE), l'Association of Agricultural Engineers of South-Eastern Europe (AAESEE) et de nombreuses sociétés nationales.

## Présidents de la CIGR
- 1930-1950 : Professeur Georges Bouckaert ( Belgique)
- 1950-1962 : Professeur Armand Blanc ( France)
- 1963-1967 : Professeur Eladio Aranda Heredia ( ESP)
- 1967-1969 : Docteur Pierre Regamey ( Suisse)
- 1969-1974 : Professeur Karel Petit ( Belgique)
- 1974-1979 : Monsieur Fiepko Coolman ( Pays-Bas)
- 1979-1980 : Monsieur Talcott W. Edminster  ( États-Unis)
- 1985-1989 : Professeur László Lehoczky ( HUN)
- 1989-1991 : Professeur Paul McNulty ( Irlande)
- 1991-1994 : Professeur Giuseppe Pellizzi ( Italie)
- 1995-1996 : Professeur Egil Berge ( Norvège)
- 1997-1998 : Professeur Osamu Kitani ( Japon)
- 1999-2000 : Professeur Bill Stout ( États-Unis)
- 2001-2002 : Professeur El Houssine Bartali ( Maroc)
- 2003-2004 : Professeur Axel Munack ( Allemagne)
- 2005-2006 : Professeur Luis Santos Pereira ( Portugal)
- 2007-2008 : Professeur Irenilza de Alencar Naas ( Brésil))
- 2009-2010 : Professeur Søren Pedersen ( Danemark)
- 2011-2012 : Professeur Fedro Zazueta ( États-Unis)
- 2013-2014 : Professeur Da-Wen Sun ( Irlande)

## Fellowsde la CIGR
Le titre de Fellow est la plus haute distinction dans la CIGR. Le titre de Fellow est conféré à des personnes qui ont soutenu, des contributions exceptionnelles dans le monde entier, et qui continuent à améliorer les résultats de l'agriculture et Biosystems Ingénierie profession.
- 2000 : P. Abeels, J. De Baerdemaeker, E. Berge, J. Daelemans, G. Pellizzi, Z. Sibalszky, G. Singh, J. Souty, H.van Lier, H. Heege
- 2002 : A. Kamaruddin, G. Papadakis, J. Ortiz-Canavate, O. Marchenko, Y. Kishida, F. Bakker-Arkema, C. Hall, F. Coolman, A. Musy
- 2006 : El Hassan Bourarach, Bill Stout, El Houssine Bartali, Makoto Hoki, Maohua Wang, Osamu Kitani